# País de Les Vallons de Vilaine
El País de Les Vallons de Vilaine (bretó Bro Traoñiennoù ar Gwilen) és un país (Llei Voynet), que aplega dues comunitats de comunes del departament d'Ille i Vilaine: la comunitat de comunes del Vilaine Mitjà i del Semnon i la comunitat de comunes del cantó de Guichen.

## Les 24 communes

### Cantó de Guichen
- Baulon
- Bourg-des-Comptes
- Goven
- Guichen
- Guignen
- Lassy
- Saint-Senoux

### Cantó de Le Sel-de-Bretagne
- La Bosse-de-Bretagne
- Chanteloup
- La Couyère
- Lalleu
- Le Petit-Fougeray
- Saulnières
- Le Sel-de-Bretagne
- Tresbœuf

### Cantó de Bain-de-Bretagne
- Bain-de-Bretagne
- Crevin
- Ercé-en-Lamée
- Messac
- La Noë-Blanche
- Pancé
- Pléchâtel
- Poligné
- Teillay